# Universidade Kitasato

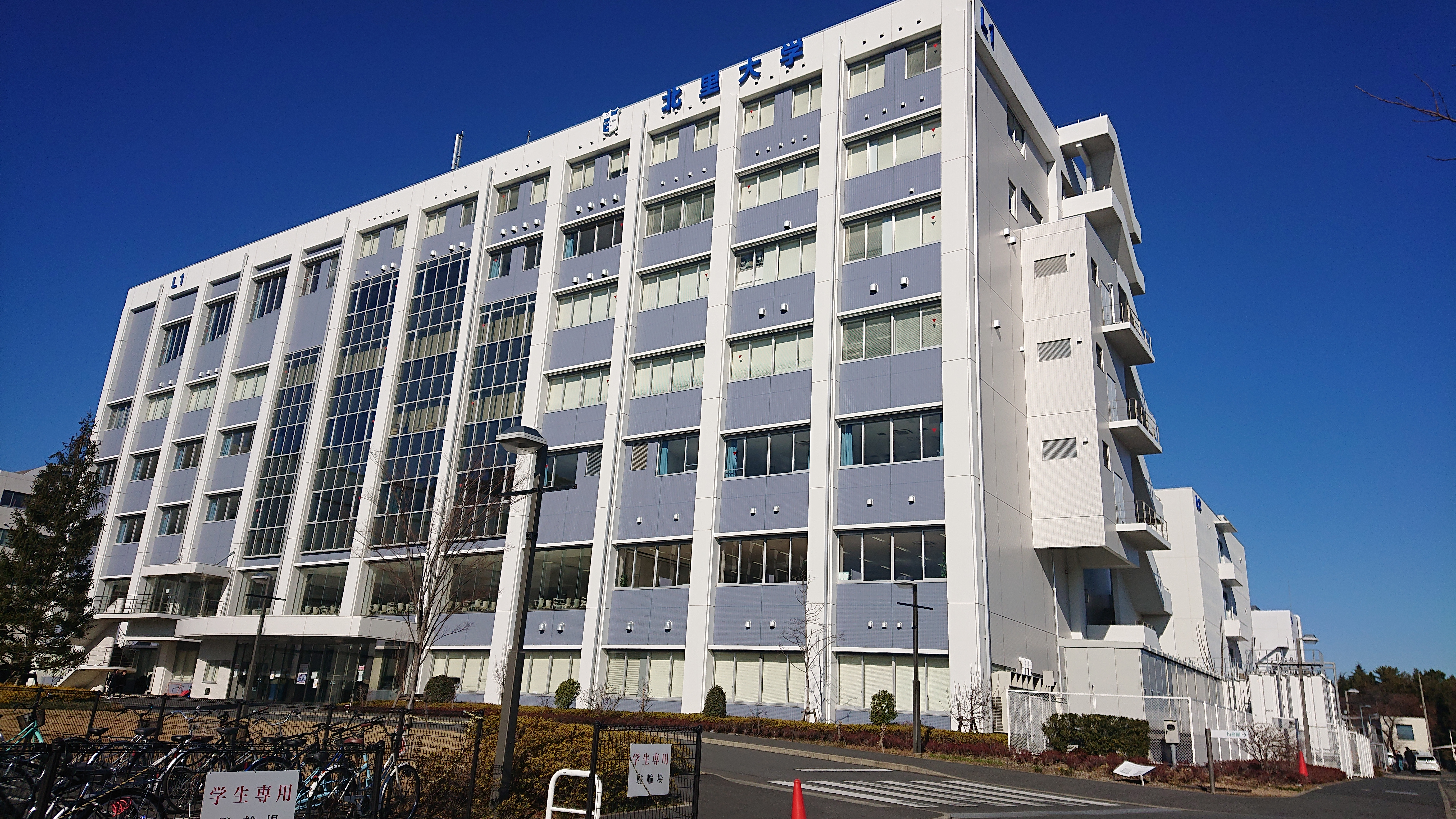
Campus de Sagamihara

A Universidade Kitasato (北里大学 , 'Kitasato Daigaku') é uma universidade particular em Minato, Tóquio, Japão. O diretório da universidade fica no campus de Shirokane, vizinho ao Instituto Kitasato original, a primeira instalação privada de pesquisa médica no Japão, que foi o ponto de partida para a universidade em sua forma atual. A Universidade Kitasato é classificada pelo Times Higher Education entre as 350 melhores universidades da Ásia.

## História
A escola recebeu o nome de Kitasato Shibasaburō. Ele foi nomeado para o Prêmio Nobel de Fisiologia ou Medicina em 1901.
O Prêmio Nobel de Fisiologia ou Medicina de 2015 foi concedido a Satoshi Ōmura, professor da Universidade Kitasato. 

## Acadêmicos
Suas principais instalações educacionais estão no campus de Sagamihara, 60 km a oeste do centro de Tóquio. Os departamentos incluem a Faculdade de Medicina, Faculdade de Ciências Aliadas da Saúde, Faculdade de Estudos Farmacêuticos, Faculdade de Medicina Veterinária e Ciências Animais, Faculdade de Ciências Marinhas, Faculdade de Enfermagem e Faculdade de Ciências.